# 엔유씨전자
주식회사 엔유씨전자(대표 김종부)는 ㈜엔유씨전자는 대한민국의 대표적 글로벌 프리미엄 주방가전 전문 제조업체이다. 1978년 한일내쇼날(서울 종로구)이라는 이름으로 최초 설립 되어 녹즙기, 분쇄 믹서기, 발효기, 원액기, 고속 블렌더, 진공 블렌더 등 수많은 독창적인 기술을 바탕으로 제품을 선보였으며, 최근 미래창조과학부가 발표한 창조경제의 대표 사례, 월드클래스 300 기업으로 선정되는 등 국내외 90개국의 소비자들이 가장 선호하는 제품으로 우수한 경쟁력을 인정받고 있다.
특히 혁신적인 기술과 혁신에 대한 끊임없는 의지로 고객에게 신뢰와 감동을 선사하며, 독특하고 새로운 식생활 문화와 경험을 창조하는 글로벌 리더로 성장하고 있다.
- 환경경영 = 엔유씨전자는 구매, 생산, 유통 등과 같은 사업 전 과정에서 기업이 환경에 미치는 환경영향을 최소화하고자 환경정책을 제정하고, ISO 14001 인증 취득함으로써 환경경영 역량을 강화해 나가고 있다.

- 인권경영 = 엔유씨전자는 인권 침해를 금지하고자 차별금지, 강제 노동금지 등에 대한 인권 방침을 제정하고 각 항목이 효과적으로 이행될 수 있도록 지속적인 개선 활동을 추진, 전 사업장에 적용할 수 있도록 함으로써 인권 경영을 실천하고 있다.

- 안전보건경영 = 엔유씨전자는 기업을 운영하는 데 있어 임직원과 협력사 직원의 안전·보건을 중요한 가치로 생각합니다. 임직원이 안전한 업무 환경 속에서 근무할 수 있도록 강화된 안전·보건경영 시스템 운영을 추진하고 있다.

- 윤리경영 = 엔유씨전자는 기업 경영에 있어 강조되고 있는 투명성과 공정성의 가치를 실현하는 한편 각종 부정부패, 불공정거래 관행 등 윤리적·법률적 문제를 보다 효과적으로 예방하고자 윤리경영체계를 강화하고 있다.[2]

## 연혁
- 1978. 07 한일 내쇼날 설립
- 1990. 01 엔유씨전자 설립 (상호변경)
- 1997. 01 법인 설립 (주)엔유씨전자 법인 전환
- 1999. 01 기술경쟁력평가 우수기업 선정 (중소기업청)
- 2006. 07 특허기술상 정약용상 수상 (특허청)[3]
- 2010. 03 미주지사 설립
- 2011. 02 일본지사 설립
- 2011. 10 유럽지사 설립
- 2011. 11 중국지사 설립
- 2022. 11 '지역혁신 선도기업 100' 선정 (중소벤처기업부)[4]
- 2025. 03 '초광역권 선도기업' 선정 (중소벤처기업부)[5]

## 수상 내역 2023 ~ 2020
- 2024. 02 미국 Taste of Home 최고의 착즙기 선정 - 원액기(AUTO10)
- 2024. 01 미국 Good Housekeeping ‘7 Best Juicer of 2024’ 선정 - 원액기(REVO830)
- 2023. 10  Good House Keeping 매거진 최고의 착즙 'ALL-STAR JUICER' (미국) 선정 - 원액기(REVO830)
- 2023. 01  ‘Kitchen Innovation Award 2023’ 수상
- 2023. 01  '2023 대구산업대상' 수상 - 대구상공회의소2022[6]
- 2022. 12 ‘소비자중심경영’ 인증 7회 연속 획득 - 공정거거래위원회
- 2022. 11 '지역혁신 선도기업 100 선정' - 중소벤처기업부
- 2022. 03 NRA show 2022 'Kitchen Innovation Award'(미국) - CB1000
- 2022. 01 ‘Kitchen Innovation Award 2022’ 선정 - CB1000, REVO830, INNO 300
- 2021. 05 BBC Good food Magazine '7 of the best juicers to buy in 2021' (영국) 선정 - 원액기(EVO820)
- 2021. 05 GQ Magazine 'Best juicers 2021' (영국) 선정 - 원액기(EVO820)
- 2020. 02 Food Magazine 'BBC Good food' 베스트 주서 (영국) 선정 - 원액기(EVO820)
- 2020. 02 Kitchen Innovation 2020 위너 수상 - IoT 스마트주서(M20)

## 관련 뉴스
- 엔유씨전자, '2025 시카고 가정용품 전시회' 참가 성료
- 엔유씨전자, 동절기 취약계층 위한 '연탄나눔 봉사활동' 진행
- 엔유씨전자, 원액기 '2024년 세계일류상품' 선정
- 엔유씨전자, '독일 암비엔테 2025' 참가 ... 프리미엄 제품 전시